# Улица Лабораторияс (Рига)
Улица Лабораторияс (латыш. Laboratorijas iela — Лабораторная) — улица в Латгальском предместье города Риги, в Гризинькалнсе. Начинается от улицы Александра Чака, исторически заканчивалась перекрёстком с улицей Лауку. Во второй половине XX века на улице Лауку было построено здание средней школы № 43 (ныне школа им. Гердера), после чего улица Лабораторияс оказалась укорочена и потеряла выход к улице Лауку.
Общая длина улицы составляет 512 метров, включая 53 м условной трассы улицы, проходящей по территории двора школы им. Гердера. На всём протяжении (кроме школьной территории) имеет асфальтовое покрытие, 2 полосы движения. Общественный транспорт по улице не курсирует.

## История
Улица образовалась в начале второй половины XIX века; первоначально носила название Лилиенская улица (нем. Lilienstrasse, латыш. Lilijas iela). Современное название установилось около 1880 года, в честь лаборатории 21-й артиллерийской бригады Русской императорской армии, которая находилась по другую сторону улицы Александра Чака, где позднее располагался стадион Латвийского университета. В 1885 году лаборатория была переведена в Икшкиле, но название за улицей сохранилось с тех пор без изменений.

## Прилегающие улицы
Улица Лабораторияс пересекается со следующими улицами:
- Улица Александра Чака
- Улица Звайгжню
- Улица Варну